# Станислав Мазовецкий
Станислав Мазовецкий (пол. Stanisław mazowiecki (Stanisław); (17 мая 1500 — 8 августа 1524) — князь варшавский (1503—1524), черский (1503—1524) и мазовецкий (1503—1524), старший сын князя мазовецкого Конрада III Рыжего и Анны Николаевны Радзивилл. Представитель Мазовецкой линии Пястов.

## Биография

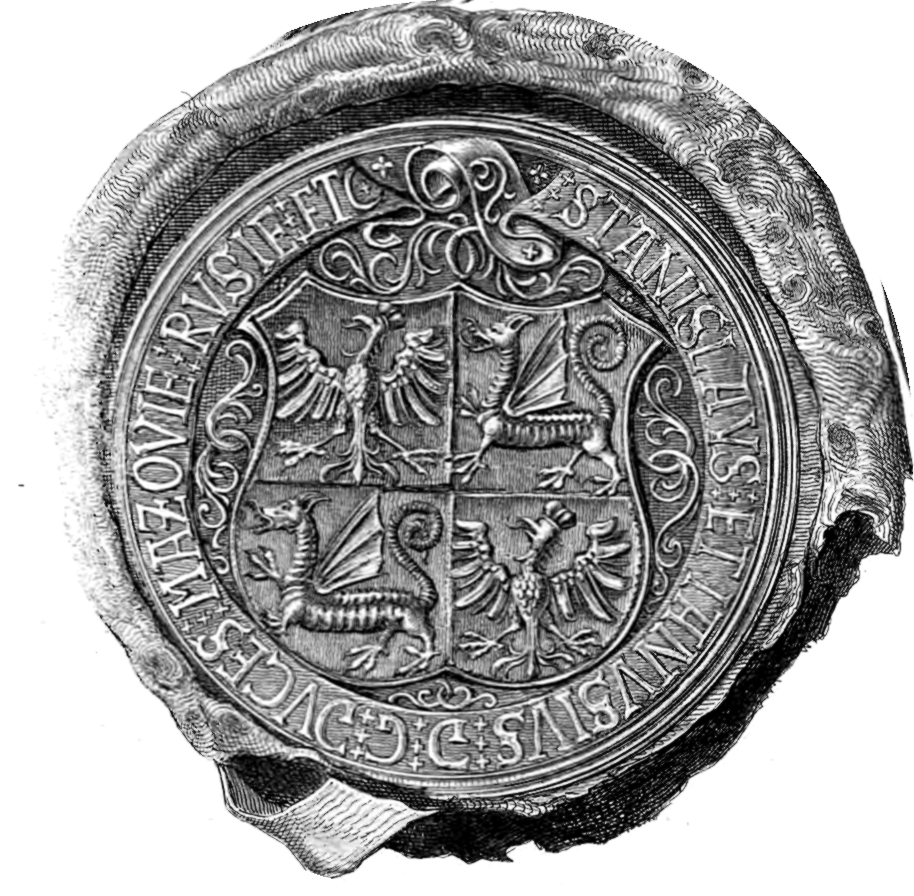
Печать Януша III и Станислава, князей Мазовецких

В октябре 1503 года после смерти своего отца, князя мазовецкого Конрада III Рыжего, малолетний Станислав вместе с младшим братом Янушем получили в совместное владение Мазовецкое княжество (Варшаву, Черск, Лив, Закрочим и Нур). Из-за малолетства обоих братьев с 1503 по 1518 год регентшей в княжестве была их мать Анна Радзивилл, вдова Конрада III Рыжего. В 1518 году братья Станислав и Януш стали самостоятельно править в Мазовии. Однако их мать Анна Радзивилл обладала реальной властью вплоть до своей смерти в марте 1522 года. В 1519—1520 годах князья-соправители Станислав и Януш Мазовецкие участвовали на стороне Польши в войне против Тевтонского Ордена.
В августе 1524 года 24-летний князь варшавский, черский и мазовецкий Станислав скончался, не оставив после себя потомства. После смерти Станислава его младший брат и соправитель Януш III стал княжить самостоятельно.